# Blaszkowiec drobnozarodnikowy

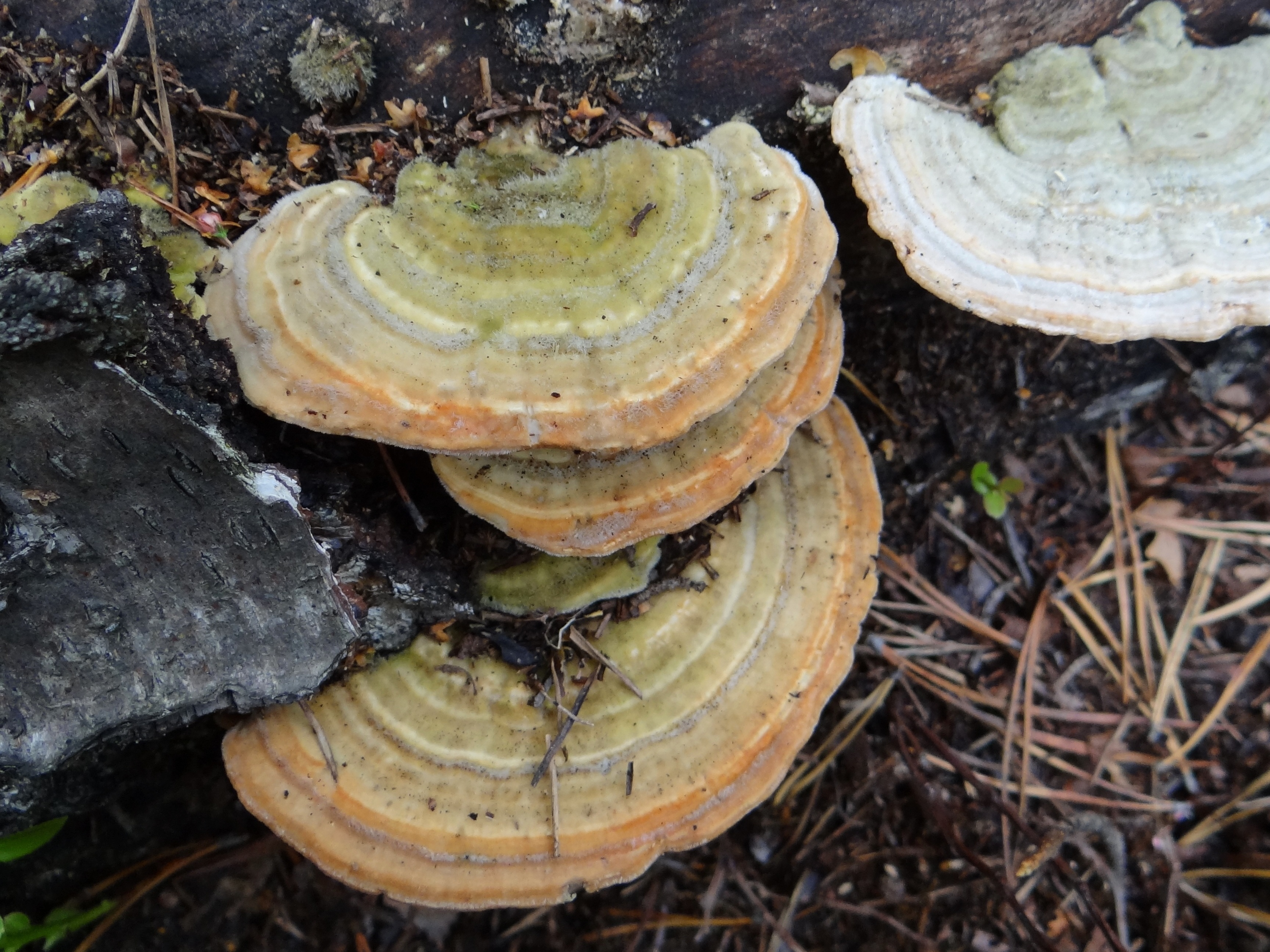
Czasami owocniki są podobne do wrośniaków

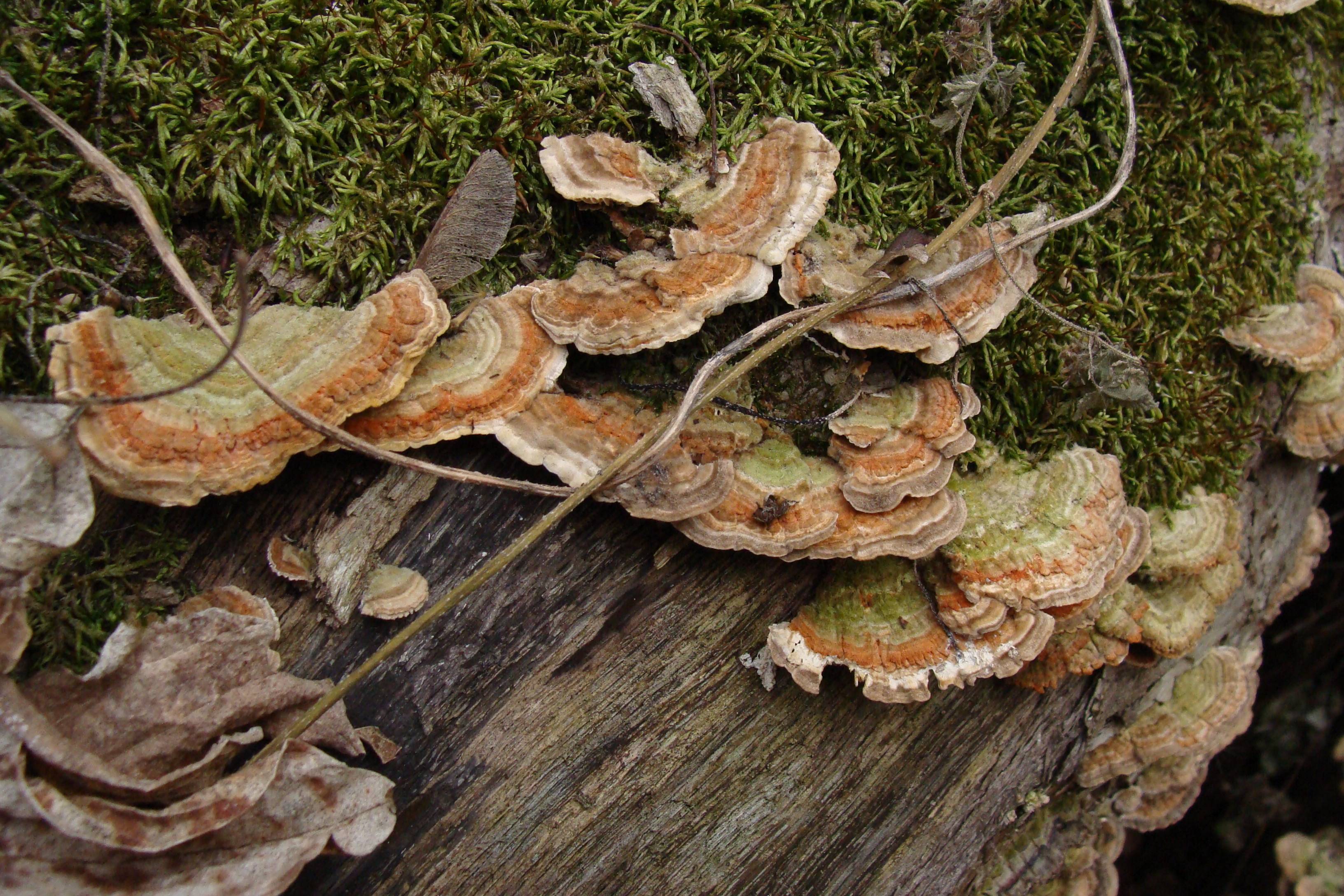
Owocniki zwykle wyrastają gromadnie

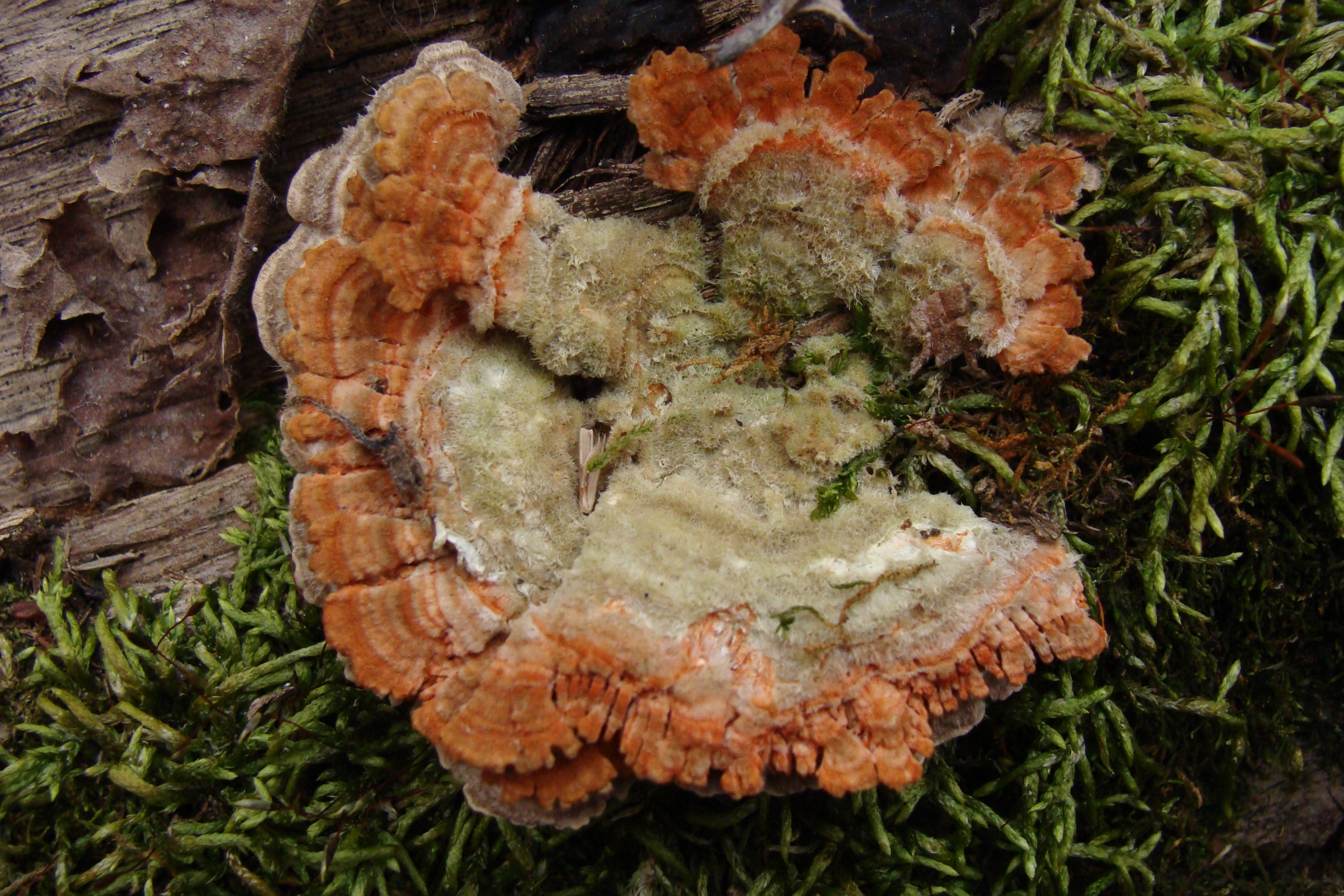
Jedna z form ubarwienia

Blaszkowiec drobnozarodnikowy (Lenzites betulina (L.) Fr.) – gatunek grzybów z rodziny żagwiowatych (Polyporaceae). Czasami opisywany jest jako Lenzites betulinus (L.) Fr. (synonim).

## Systematyka i nazewnictwo
Pozycja w klasyfikacji według Index Fungorum: Lenzites, Polyporaceae, Polyporales, Incertae sedis, Agaricomycetes, Agaricomycotina, Basidiomycota, Fungi.
Po raz pierwszy takson ten zdiagnozował w 1753 r. Karol Linneusz nadając mu nazwę Agaricus betulinus. Obecną, uznaną przez Index Fungorum nazwę nadał mu w 1838 r. Elias Fries, przenosząc go do rodzaju Lenzites. 
Synonimów naukowych ma około 90.
Nazwę polską podał S. Domański i in. w 1967 r. W piśmiennictwie mykologicznym gatunek ten ma również inne polskie nazwy: bedłka brzozowa, blaszkowiec brzozowy, siatkowiec brzozowy, siatkowiec wiotki, skórzak brzozowy, skórzak różnobarwny.  

## Morfologia
Owocnik
Jednoroczny. Pojedynczy owocnik ma kształt konsolowaty lub półkulisty, szerokość 2–8 cm, grubość 0,3–1,5 cm, do podłoża przyrasta bokiem lub centralnie. Zazwyczaj owocniki występują gromadnie, dachówkowato, lub pozrastane są bokiem lub nasadą. Powierzchnia jest nierówna, filcowato-owłosiona, koncentrycznie strefowana i pręgowana, wskutek czego przypomina niektóre gatunki wrośniaków. Górna powierzchnia owocnika ma kolor brudnobiały, słomkowożółty, szary, płowy. Czasami porastają ją glony i wówczas jest zielona. Brzeg owocnika w tym samym kolorze lub ochrowobrunatny, cienki i równy. 
Hymenofor
Blaszkowaty. Blaszki promieniście wyrastają z nasady, w większości są gładkie, czasami poszarpane. W jednym owocniku jest ich na 1 cm 12–15, wyjątkowo do 17 (licząc na brzegu owocnika). U nasady są połączone anastomozami. Barwa blaszek od białej przez jasnoszarą do jasnoorzechowej.
Miąższ
Ma grubość do 1 cm, jest skórzasty, biały lub jasnobrązowy. Smak i zapach niewyraźny.
Wysyp zarodników
Biały. Zarodniki bezbarwne, cylindryczne z zaostrzoną podstawą i wygięte na kształt przecinka. Powierzchnia gładka, rozmiar 4,5–6,5 × 2–3 μm. W hymenium znajdują się nieliczne grubościenne cystydy o słomkowożółtej barwie i wrzecionowatym kształcie. 

## Występowanie i siedlisko
Z wyjątkiem wyższych położeń górskich występuje na całym terenie Polski i jest pospolity, można go spotkać nie tylko w lasach, ale także w zaroślach, parkach, ogrodach.
Rośnie w lasach liściastych i mieszanych na pniach i pniakach obumarłych drzew, rzadko na żywych drzewach. Występuje także poza lasami na drewnie użytkowym, np. na drewnianych płotach, mostkach, itp. Stwierdzono występowanie na brzozie brodawkowatej (Betula verrucosa) oraz drzewach należących do rodzajów olsza (Alnus), buk (Fagus), dąb (Quercus). 

## Znaczenie
Grzyb niejadalny, saprotrof, rzadko pasożyt drzew osłabionych lub uszkodzonych. Wywołuje białą zgniliznę drewna. Ochrona drewna użytkowego przed tym grzybem polega na impregnacji środkami grzybobójczymi.
Jest wykorzystywany w tradycyjnej medycynie chińskiej do leczenia bólu kości udowych, udaru mózgu, przeziębień. Badania naukowe wykazały, że zawarte w tym grzybie związki chemiczne mają działanie przeciwbakteryjne, przeciwnowotworowe, immunosupresyjne i antyoksydacyjne. Wodny wyciąg wykazuje słabe działanie przeciwnowotworowe w odniesieniu do złośliwego mięsaka. 
W 1955 niemiecki naukowiec Lohwag wykazał, że blaszkowca drobnozarodnikowego można hodować na pożywce z agaru z domieszką trocin buka.

## Gatunki podobne
Może być pomylony z innymi nadrzewnymi gatunkami grzybów, gdyż jest bardzo zmienny morfologicznie i bardzo różnorodnie ubarwiony. Górną powierzchnią przypomina wrośniaki (szczególnie wrośniaka różnobarwnego i w. szorstkiego), łatwo jednak go od nich odróżnić, gdyż wrośniaki w hymenoforze nie mają blaszek, lecz rurki z drobnymi porami.